# لارس أير
لارس أير (بالإنجليزية: Lars Iyer)‏ هو كاتب وفيلسوف بريطاني، ولد في 2 مايو 1970 في لندن في المملكة المتحدة.